# Кастро, Исраэль
Исраэ́ль Ка́стро Маси́ас (исп. Israel Castro Macías; род. 20 декабря 1980, Мехико, Мексика) — мексиканский футболист, выступавший на позиции защитника. Двукратный обладатель Золотого кубка КОНКАКАФ в составе сборной Мексики.

## Клубная карьера
Исраэль Кастро играл на позиции защитника в клубе мексиканской лиги — УНАМ. В основной состав клуба футболист пробился из молодёжного состава. 20 января 2002 года состоялся дебют Кастро в чемпионате Мексики. Матч между УНАМ и «Гвадалахарой» завершился вничью — 2:2.
В 2004 году Исраэль Кастро сыграл важную роль в победе УНАМа в Апертуре и Клаусуре. Фанаты дали Кастро прозвище «Убийца галактикос» (исп. Asesino de galácticos), он был единственным из состава УНАМ, кто забивал в кубке Сантьяго Бернабеу в 2004 году.
В 2011 году перешёл в «Крус Асуль». С 2013 года выступает за «Гвадалахару».

## Международная карьера
Исраэль Кастро дебютировал в сборной Мексики под руководством Уго Санчеса 28 февраля 2007 года. И также сыграл на Кубке Америки в 2007 году, где мексиканцы заняли третье место. В 2009 году Кастро в составе сборной Мексики выиграл Золотой кубок КОНКАКАФ. В финальном матче мексиканцы обыграли сборную США со счётом 5:0.
Кастро был включён Хавьером Агирре в состав сборной Мексики на чемпионат мира по футболу 2010.

### Голы за сборную
| #   | Дата            | Место           | Противник | Результат | Соревнование                                       |
| --- | --------------- | --------------- | --------- | --------- | -------------------------------------------------- |
| 01. | 12 августа 2009 | Мехико, Мексика | США       | 2:1       | Чемпионат мира по футболу 2010 (отборочный турнир) |

## Достижения

### Клубные
УНАМ
- Чемпионат Мексики по футболу
  - Победитель (3): Клаусура 2004, Апертура 2004 и Клаусура 2009
- Кубок Сантьяго Бернабеу (1): 2004

### Международные
Мексика
- Золотой кубок КОНКАКАФ (1) : 2009